# 簇枝补血草
簇枝补血草（学名：Limonium chrysocomum）为白花丹科补血草属下的一个种。

## 扩展阅读
- 維基物種上的相關：簇枝补血草